# Las mantenidas sin sueños (película)
Las mantenidas sin sueños, es una producción argentina que se estrenó el 26 de abril de 2007, dirigida por Martín Desalvo y Vera Fogwill. 

## Sinopsis
Florencia (Vera Fogwill), una joven madre irresponsable y su precoz hija Eugenia (Lucia Snieg), tienen una relación inusual. Los roles entre las dos se invierten; Florence es totalmente inepta en el cuidado de una hija, mientras que Eugenia, de tan solo 10 años, muestra una madurez y responsabilidad mucho más allá de lo que su edad podría hacer suponer.

## Reparto
- Vera Fogwill como	Florencia
- Lucía Snieg como	Eugenia
- Edda Díaz como Olga
- Elsa Berenguer como Lola
- Gastón Pauls como Martín
- Mirta Busnelli como Sara
- Mía Maestro como Celina
- Julián Krakov como Santiago
- Pochi Ducasse	como Sofía
- Alejandro Pérez como José
- Anahí Martella como Perla
- Cristina Jacobson	como Martita
- María Ezilda Fernández como Marta
- María Carolina Fernández como Susana
- Alberto Ure como Juan

## Banda sonora
La banda de sonido estuvo a cargo de Babasónicos.

### Lista de temas
1. Insomnio (01:49)
2. Las Mantenidas (02:47)
3. Mantel Bucólico (Versión Piano) (01:44)
4. Llegar a Nada (00:40)
5. Chau Puerta (00:39)
6. Mantel Bucólico (03:08)
7. Azúcar (00:34)
8. Las Mantenidas (Piden Pista) (01:59)
9. Las Fantasmas (03:06)
10. Mantel Bucólico (Versión Flora) (01:20)
11. Rápido y Juntos (02:12)

### Créditos
Publicado y distribuido por Universal Music Argentina S.A.

Prensado EPSA.

Sello: Bultaco Discos.

SADAIC - BIEM - AADI - CAPIF
- Datos: Q6393251